# Hemicloeina bulolo
Hemicloeina bulolo är en spindelart som beskrevs av Norman I. Platnick 2002. Hemicloeina bulolo ingår i släktet Hemicloeina och familjen Trochanteriidae. Inga underarter finns listade i Catalogue of Life.